# Desmana moschata
Il desman russo (Desmana moschata) (russo: выхухоль) è un piccolo mammifero semi-acquatico che vive nei bacini del Volga, del Don e dell'Ural in Russia, Ucraina e Kazakistan. È la sola specie del genere Desmana.

## Descrizione

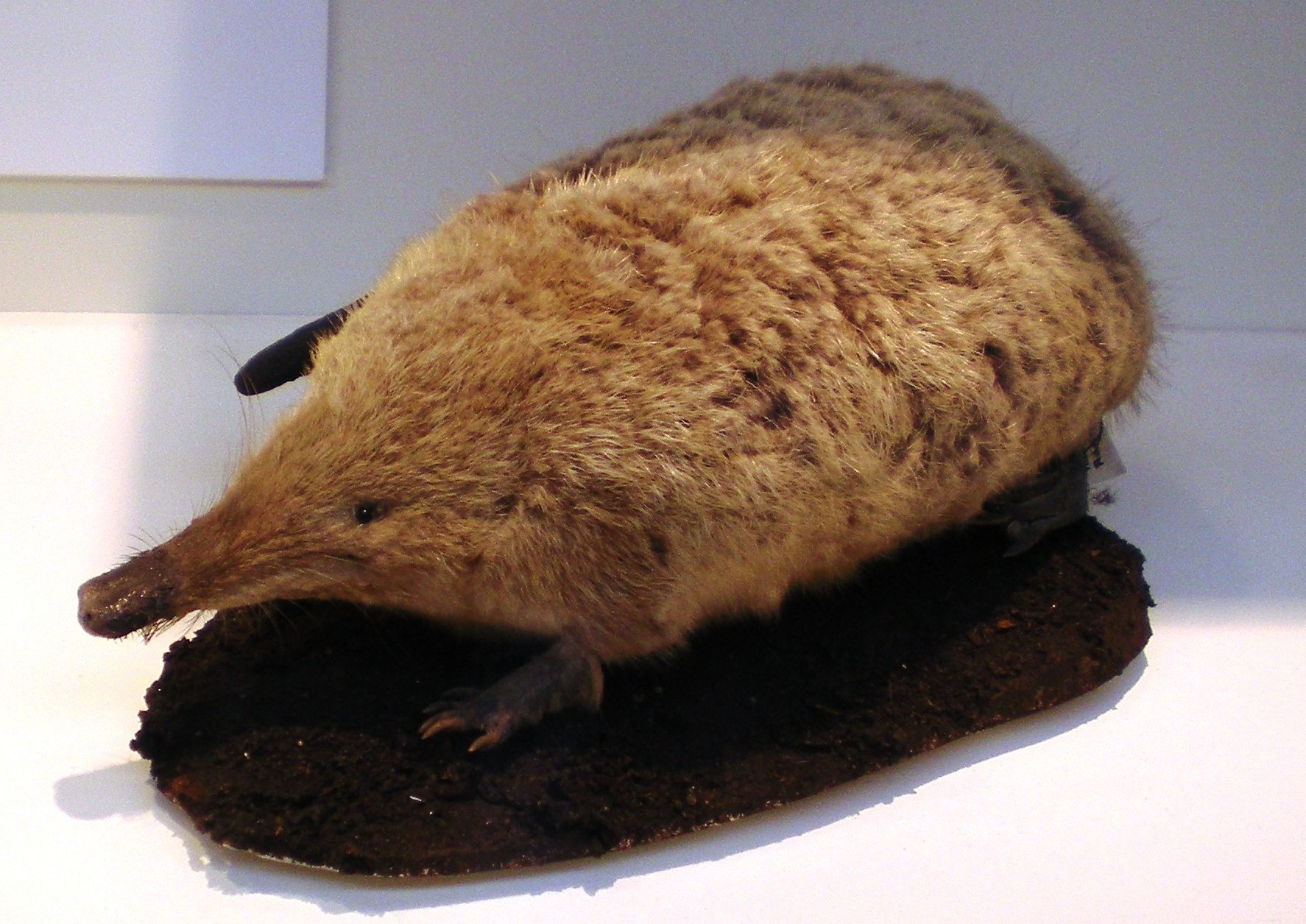
Esemplare impagliato
Museo di storia naturale (Londra)

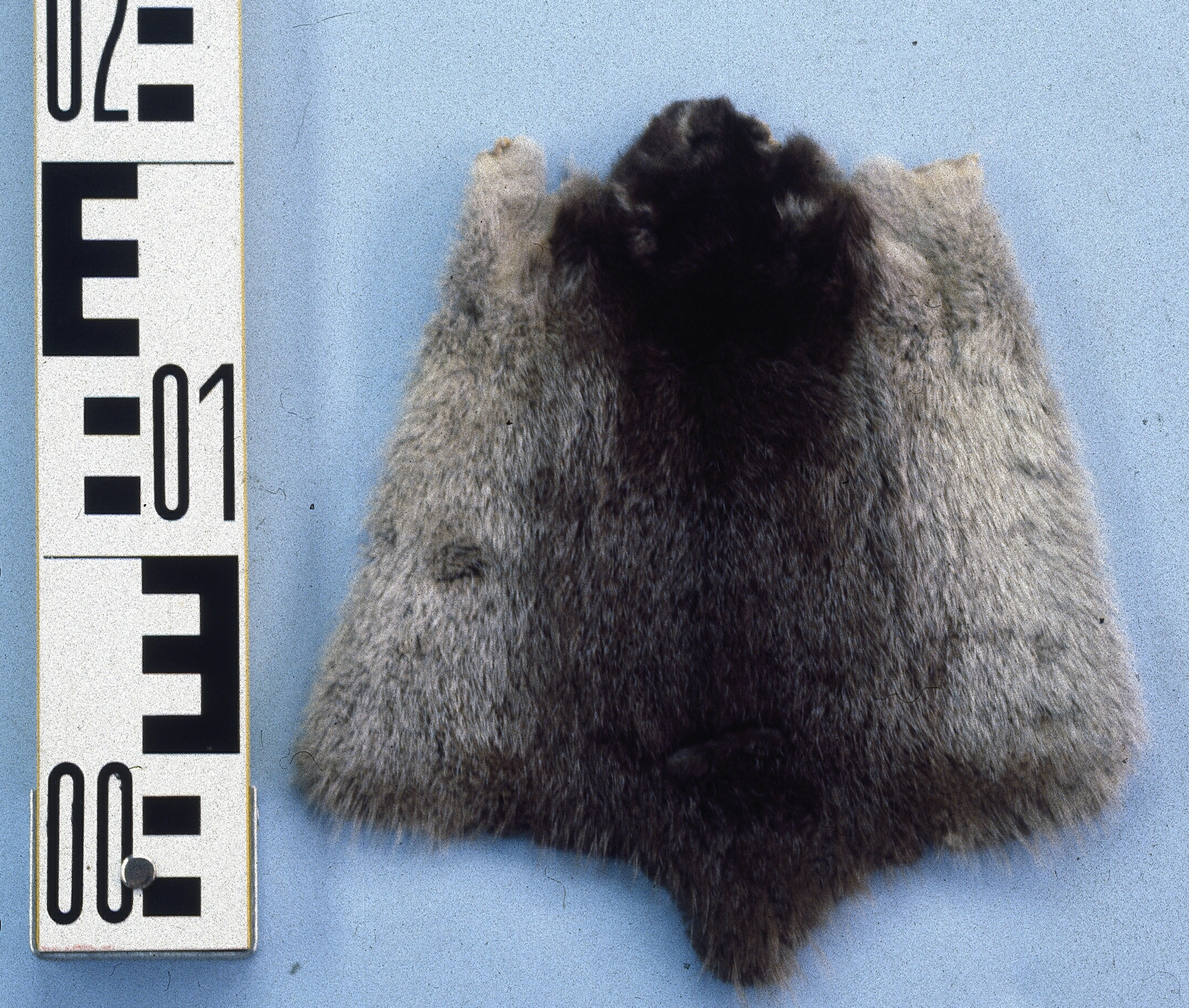
Pelliccia di Desmana Moschata

Nonostante la somiglianza esterna con il topo muschiato (un roditore), il desman russo viene attualmente classificato nella famiglia delle talpe (Talpidae) dell'ordine Soricomorpha. I piedi posteriori sono palmati e la coda è appiattita lateralmente, adattamenti, questi, ad un ambiente acquatico. Il corpo è lungo 18–21 cm, mentre la coda misura 17–20 cm. Con un peso di 400-520 g, è la specie di talpa più grande. Come altre talpe, è fisiologicamente cieco, e percepisce la maggior parte dei segnali sensoriali dagli organi tattili di Eimer alla fine del suo lungo muso bilobato.

## Biologia
Costruisce gallerie negli argini degli stagni e dei corsi d'acqua a flusso lento, ma preferisce i piccoli stagni ricoperti da vegetazione con abbondanza di insetti e anfibi. Il desman russo vive spesso in piccoli gruppi (solitamente non legati da vincoli di parentela) da 2 a 5 animali e sembra avere un complesso (anche se non ancora studiato) sistema di comunicazione sociale.

## Conservazione
La pelliccia del desman, decisamente folta e fitta in natura, è stata molto ricercata in passato dai commercianti di pellicce. Di conseguenza, il desman russo è attualmente una specie protetta dalla legge russa. Sfortunatamente, a causa della perdita dell'habitat (adibito a terreni agricoli), dell'inquinamento, della cattura illegale nelle reti da pesca e dell'introduzione di specie esotiche (per esempio il ratto muschiato), i livelli della popolazione continuano a scendere. A metà degli anni '70 erano presenti in natura 70.000 desman; nel 2004 erano ridotti a soli 35,000. Fortunatamente, almeno in alcune regioni russe, il numero dei desman sembra aumentare.